# Pierre-Charles Dambry
Pierre-Charles-André Dambry (20 décembre 1796, L'Isle-Adam - 11 septembre 1869, L'Isle-Adam), est un homme politique français.

## Biographie

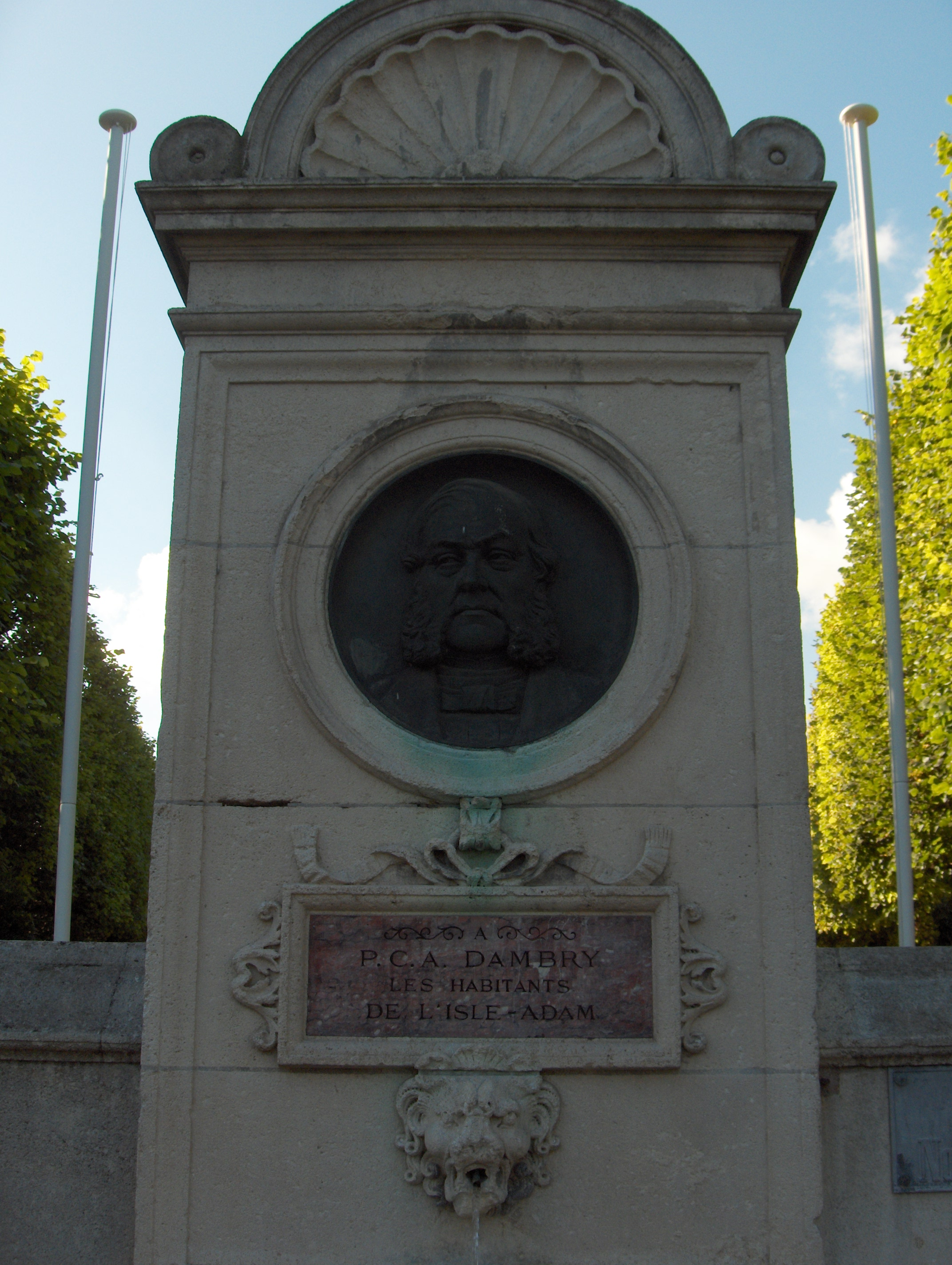
Fontaine en l'honneur de Dambry (L'Isle-Adam).

Propriétaire, il remplit les fonctions de secrétaire du Conseil général de Seine-et-Oise, et celles de maire de l'Isle-Adam, lorsqu'il est élu, comme candidat officiel du gouvernement, le 23 octobre 1859, député de la 3e circonscription de Seine-et-Oise, en remplacement de Gouy d'Arsy, décédé. 
Le 31 mai 1863, les mêmes électeurs lui continuent son mandat, face au candidat indépendant, Antonin Lefèvre-Pontalis. Dans les deux législatures dont il fait partie, Dambry vote avec la majorité dynastique.

## Sources
- « Pierre-Charles Dambry », dans Adolphe Robert et Gaston Cougny, Dictionnaire des parlementaires français, Edgar Bourloton, 1889-1891 [détail de l’édition]